# Benedicto Kiwanuka
Benedicto Kagimu Mugumba Kiwanuka (8 de mayo de 1922-22 de septiembre de 1972) fue el primer ministro de Uganda, un líder del Partido Demócrata, y una de las personas que lideró el país en la transición entre el dominio colonial Británico y la independencia. Fue asesinado por el régimen de Idi Amin en 1972 pese a las advertencias de que si no seguía al régimen le matarían, algo que Kiwanuka ignoró.

## Primeros años
Miembro del grupo étnico Baganda, Kiwanuka nació en Kisabwa de Kaketo-Namugera (padre) y fue miembro de la Iglesia católica. Fue admitido en el colegio de abogados de Gray's Inn en febrero de 1956.
Sirvió en la Segunda Guerra Mundial como sargento mayor en el cuerpo de pioneros de África.

## Carrera política

### Conferencia Constitucional de Uganda
Como resultado de la Conferencia Constitucional de Uganda de septiembre de 1961 celebrada en Londres, el 1 de marzo de 1962, Uganda logró la capacidad de autogobernarse. Kiwanuka se convirtió en el primer primer ministro de Uganda en la nueva Asamblea Nacional.

### Elecciones de Uganda de 1962
Una nuevas elecciones se llevaron a cabo en abril de 1962, el partido de Kiwanuka perdió ante la alianza de Milton Obote. Además, el hecho de que Kiwanuka era católico lo hizo impopular con sus compañeros de Buganda, un pueblo principalmente protestante. Uganda logró la independencia el 9 de octubre de 1962, con Obote como el primer primer ministro de una Uganda totalmente independiente.

## Encarcelamiento y asesinato en 1972

### Arresto
Kiwanuka fue encarcelado en 1969 por el gobierno de Obote, pero fue uno de los 55 detenidos políticos liberados por Idi Amin inmediatamente después del golpe que llevó a Amin al poder. Amin lo designó como presidente del Tribunal Supremo de Uganda el 27 de junio de 1971.
Kiwanuka pronto se enfrentó con el desprecio de Amin por sus ideales judiciales. Inmediatamente después del fallido golpe de Estado de Obote en 1972, Kiwanuka fue arrestado a punta de pistola por los hombres de Amin mientras presidía una sesión del Tribunal Superior. Además de contrarrestar desde el banquillo algunas de las órdenes más draconianas de Amin, Kiwanuka también había aceptado en secreto apoyar el regreso de Milton Obote al poder, con la condición de que Kiwanuka estuviera involucrado en la reforma constitucional.

### Asesinato
Kiwanuka se rehusó a abandonar Uganda pese a las advertencias de que si no se doblegaba al gobierno le matarían, el 21 de septiembre Kiwanuka fue secuestrado por las fuerzas de Amin y el 22 de septiembre fue asesinado en la Prisión de Makindye en una ejecución prolongada que, según testigos presenciales, involucró el corte de orejas, nariz, labios y brazos de Kiwanuka, un destripamiento y castración antes de que finalmente fuera inmolado.
La muerte de Kiwanuka no fue reconocida como una ejecución, y Amin en su lugar culpó públicamente a los partidarios de Obote e incluso inició una investigación policial. El asesinato de Kiwanuka fue el primero de una serie dirigida contra figuras destacadas de las tribus Baganda y Ankole, con el objetivo de frenar su poder.
Tiene una estatua en su memoria como juez a petición del presidente Yoweri Museveni.